# 2組のお友達。
『2組のお友達。』（にくみのおともだち）は、一條裕子の漫画作品。

## 概要
小学館の青年誌『週刊ビッグコミックスピリッツ』に1997年10月から1999年4月まで連載された。単行本「緑の本」と「橙の本」は1999年6月に同時刊行された。
舞台は過疎化した土地のお山の分校。生徒が2人しかいない教室には、なぜか老人がたむろしている。そこへやってきた新任の女教師。彼女の運命はいかに。本作でも一條裕子独特の可笑しみは遺憾なく発揮されており、深刻な高齢化問題・過疎化問題を主題にしながらも、ひたすら明るく暮らす現場の人々を描いている。